# 阿波富田站
阿波富田站（日语：／ Awa-tomida eki */?）是一位於日本德島縣德島市勝鬨橋一丁目
，隸屬於四國旅客鐵道（JR四國）的鐵路車站。車站編號為M01。本站停靠普通列車及部份特急列車。現址於戰前日本國有鐵道時代曾經設有「富田浦站」，月台設於對面的「明神町一丁目」，但只使用了7年便遭廢站。後來於1986年因應人口增加而重新設站，月台位置則改於勝鬨橋一丁目。本站初期只停靠普通列車，1996年起開始加停特急列車，現時每天有三班特急列車停靠。

## 車站結構

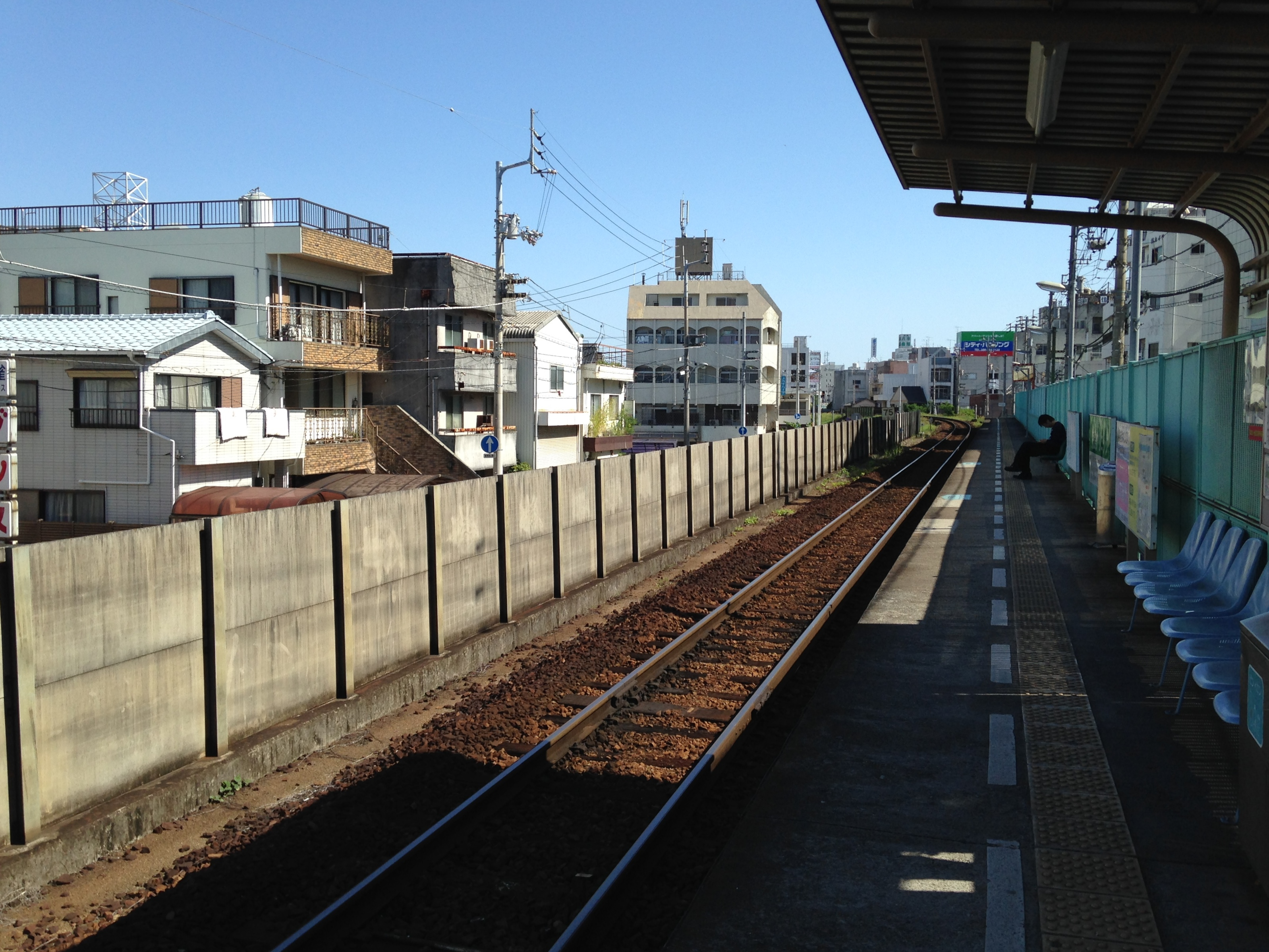
車站月台。

復站後為簡易車站模式，建築於基堤上，並不設有站舍，亦只能提供側式月台1個。由於受路面限制，只設有樓梯連接路面及月台，出入口位於行車路旁，並在此旁邊設置自動售票機，沿樓梯而上可到達向二軒屋站方向的月台末端及有蓋候車亭。月台的有效長度為5輛，闊度比其他車站為窄。列車靠站時，往德島方向為右側上落；往二軒屋方向為左側上落。

### 月台配置
| 路線    | 方向 | 目的地                         |
| ------- | ---- | ------------------------------ |
| ■牟岐線 | 下行 | 阿南、牟岐、阿波海南方向       |
| ■牟岐線 | 上行 | 德島、板野、穴吹、阿波川島方向 |

## 歷史
- 1986年11月1日：啟用，最初為臨時站
- 1987年4月1日：日本國鐵分割民營化，車站的營運由JR四國繼承，並且昇格為一般站。

## 歷年乘車人數
- 343人（1995年度）
- 391人（1996年度）
- 439人（1997年度）
- 398人（1998年度）
- 425人（1999年度）
- 465人（2000年度）
- 453人（2001年度）
- 478人（2002年度）
- 486人（2003年度）
- 479人（2004年度）
- 455人（2005年度）
- 447人（2006年度）
- 430人（2007年度）
- 446人（2008年度）
- 425人（2009年度）
- 429人（2010年度）

## 相鄰車站
四國旅客鐵道（JR四國）
■牟岐線
■普通
德島（M00）－阿波富田（M01）－二軒屋（M02）

## 外部連結
- JR四國阿波富田站 （页面存档备份，存于）